# Záporoží
Záporoží (ukrajinsky Запоріжжя / Zaporižžja; rusky Запорожье / Zaporožje) je průmyslové a hutnické město ležící na jihovýchodě Ukrajiny, středisko Záporožské oblasti, založené jako vojenská pevnost Alexandrovskaja roku 1770 na počest cara Alexandra. Záporoží je známé jednak svou historií spjatou s kozáky a monumentálním symbolem z dob SSSR, přehradou a elektrárnou na řece Dněpr. Žije zde přibližně 710 tisíc obyvatel.

## Etymologie názvu
Název města pochází z kozácké ukrajinštiny za porohy, tj. „za peřejemi“, které ztěžovaly plavbu po Dněpru před vybudováním přehrad (zejm. Kachovské a Dněperské). Dnešní haličskou ukrajinštinou se město jmenuje Záporýžý.[zdroj⁠?!]

## Dějiny

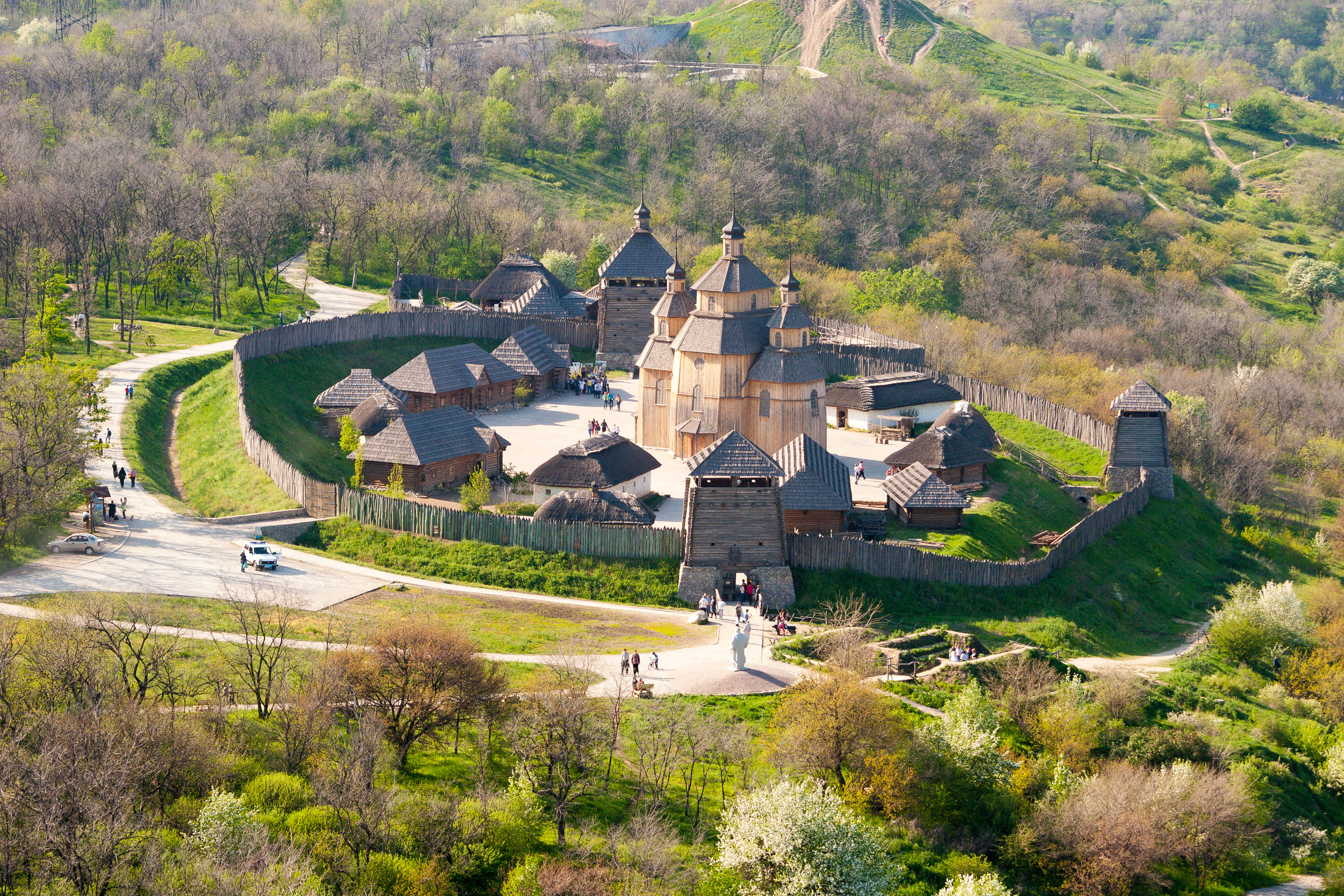
Rekonstrukce kozácké Siče

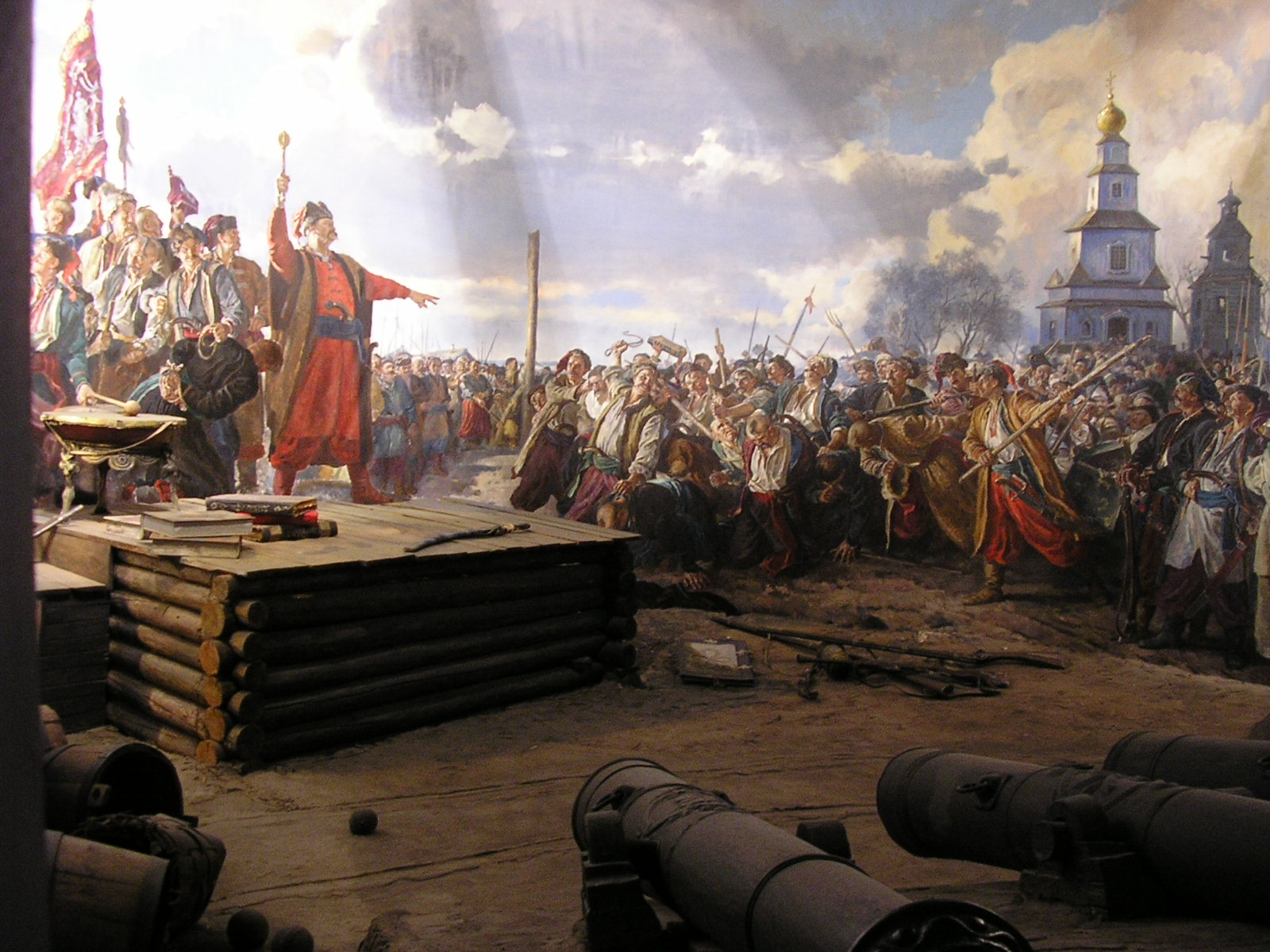
Kozácká rada na Siči. Diorama v Muzeu Záporožského kozáctva

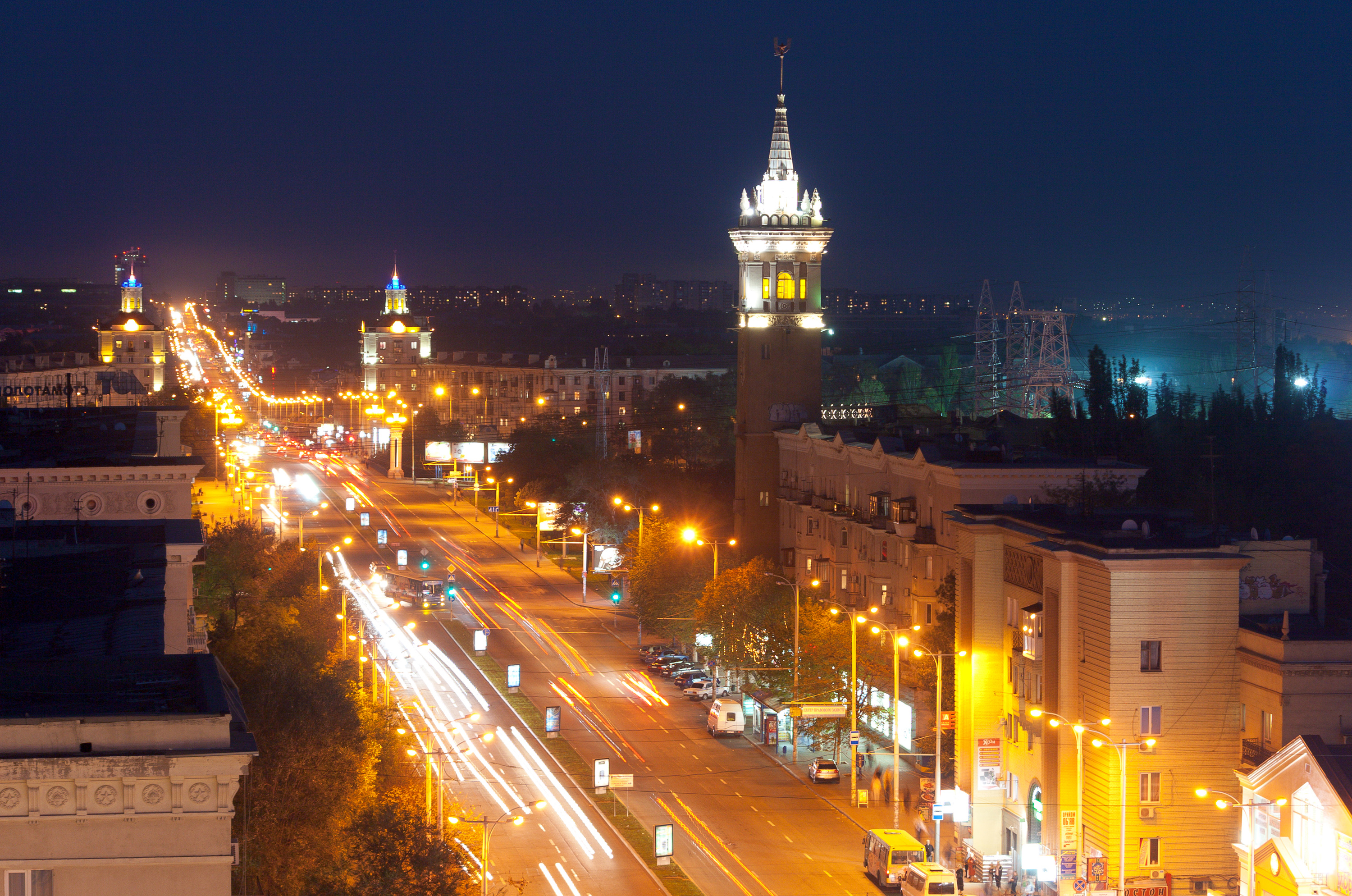
Sobornyj prospekt v centru města

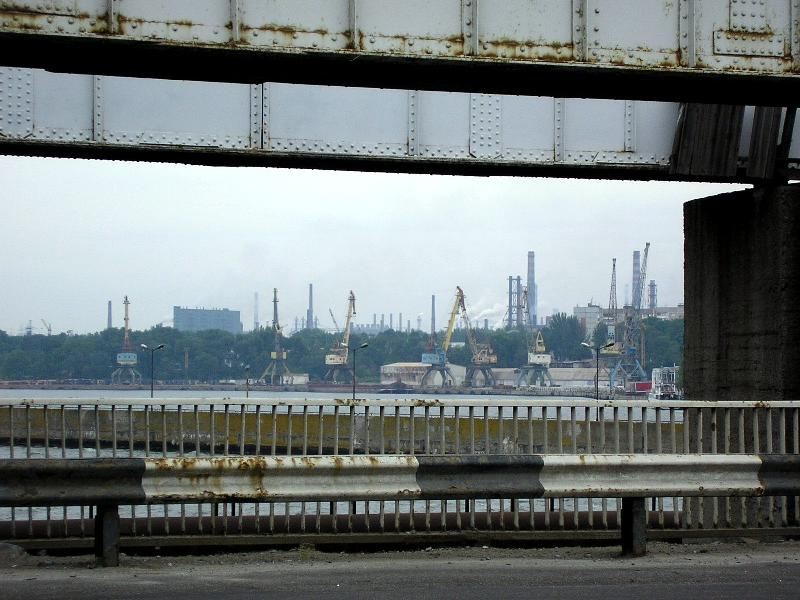
Pohled na podnik Zaporižstal z hráze Dněprogesu

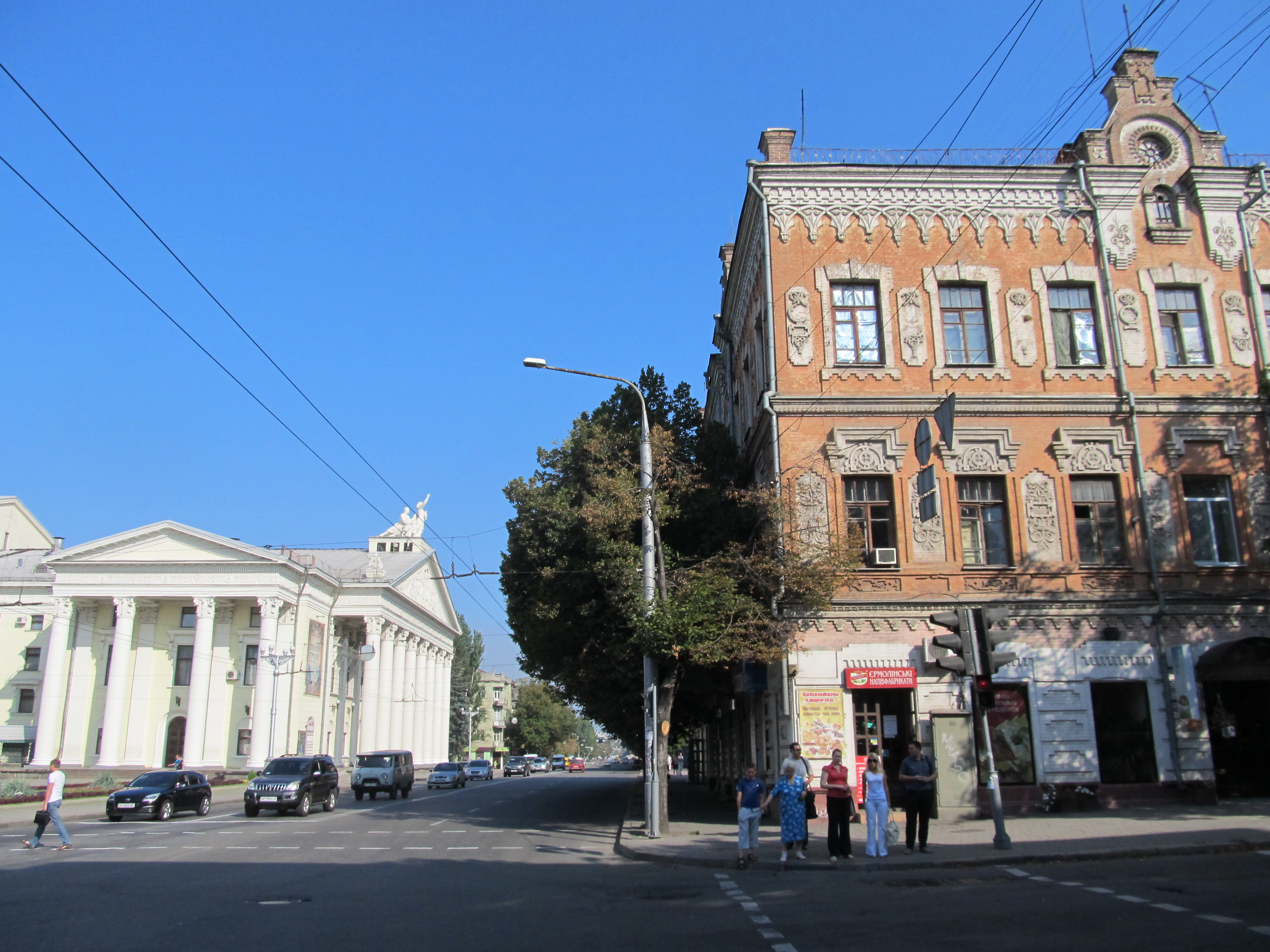
Palác Leščynského (vpravo) a Magarovo divadlo na Soborném prospektu

Místo bylo osidlováno od středního paleolitu, avšak neklid celé oblasti tzv. Divokých Polí bránil trvalejším obydlení. Nejprve byl osídlen ostrov Chortycja: je zde doloženo sídliště Skythů. Slované osídlili tuto oblast během 6. století a bojovali proti nájezdům z jihu i východu. V blízkosti města byla nalezena mohyla velkobulharského chána Asparucha (7. století).
V 16. století se zde usadili kozáci; na největším ostrově v Dněpru Chortycja si vystavěli tvrz s osadou a založili pověstnou Záporožskou Sič. Odtud podnikali výboje zejména proti rozpínavosti polské šlechty. Proslavili se zde kozáčtí vůdci Maksym Zalizňak a Ivan Honta.
V roce 1775 rozprášila Sič Kateřina Veliká. Brzy poté zde vyrostlo nevelké město Aleksandrovsk. Jedněmi z osídlenců byli též pruští mennonité, kteří zde až do ruské revoluce tvořili početnou komunitu. Patřil k nim průmyslník Abraham Jakov Koop, jehož dům se dochoval, stejně jako palác dalšího podnikatele Jakova Leščynského z roku 1901.
Roku 1873 sem dorazila železnice vedoucí z Moskvy na Krym a město začalo růst. K původnímu názvu Záporoží se vrátilo roku 1921. Tehdy se provinční městečko stalo jedním z ekonomických center Sovětského svazu a začalo závratně růst: vznikla zde obří přehrada a hydroelektrárna Dněproges, rozsáhlé průmyslové komplexy, nová sídliště, tramvajové tratě. Po rozpadu SSSR došlo k útlumu, ze kterého se město nyní vzpamatovává.

## Současnost

### Ruská invaze na Ukrajinu 2022
Ruská armáda zaútočila na jižní předměstí 27. února 2022 a začala město ostřelovat. Další rakety vypálili Rusové na Záporoží večer 12. a 13. května. Nejsilnější údery zasáhly město 28.–29. května.

## Obyvatelstvo
Ve městě žije kolem 700 000 obyvatel, povětšinou ruskojazyčných (podle výsledků sčítání lidu roku 2001).
| Vývoj počtu obyvatel | Vývoj počtu obyvatel | Vývoj počtu obyvatel | Vývoj počtu obyvatel | Vývoj počtu obyvatel | Vývoj počtu obyvatel | Vývoj počtu obyvatel | Vývoj počtu obyvatel | Vývoj počtu obyvatel |
| 1939                 | 1959                 | 1971                 | 1979                 | 1989                 | 2001                 | 2006                 | 2018                 | 2022                 |
| -------------------- | -------------------- | -------------------- | -------------------- | -------------------- | -------------------- | -------------------- | -------------------- | -------------------- |
| 289 000              | 449 000              | 676 000              | 791 000              | 883 909              | 815 256              | 794 687              | 741 717              | 710 052              |

## Hospodářství
Dnešní Záporoží je se svými 800 000 obyvateli 6. největším ukrajinským městem a přes hluboké ekonomické problémy 90. let zůstalo až do ruské invaze z roku 2022 centrem těžkého průmyslu. Tvořilo přirozené dopravní, obchodní a kulturní centrum regionu.
- Dněperské přehrady se slavnou hydroelektrárnou DněproGES ze 30. let 20. století, vodní dílo s nádrž obrovských rozměrů, dodává energii několika průmyslovým podnikům:
  - ZaporižStal, metalurgický kombinát
  - ZAZ (AvtoVaz), výrobce proslulého automobilu „Záporožec“, nyní dceřiná společnost koncernu Daewoo.
  - Motor-Sič, výrobce letadel Antonov
  - chemické závody
- Záporožská jaderná elektrárna – nedaleko Záporoží (u města Enerhodar); jeden z největších a nejmodernějších energetických komplexů Ukrajiny s celkovým výkonem 6000 MW. Stavba z 80. let 20. století se svou koncepcí s šesti bloky VVER 1000 s reaktory V 320) řadí mezi bloky druhé generace.

## Doprava
Město je důležitou dopravní křižovatkou; leží na silničním tahu E105 (Moskva – Charkov – Krym), hlavní železniční tratě vedou ve směru (1) Synelnykove (– Dnipro / Charkov), (2) Melitopol – Krym, (3) Nikopol – Kryvyj Rih, (4) Polohy – Berďansk / Donbas. Do Kyjeva, Mariupolu, Charkova a Lvova jezdí několik rychlíků denně, dříve velmi frekventované spojení se Simferopolem a Moskvou přerušila ruská anexe Krymu. Významný je i říční přístav na Dněpru a z místního mezinárodního letiště funguje spojení do několika evropských měst.
Městskou dopravu zajišťují tramvaje (viz Tramvajová doprava v Záporoží), trolejbusy, autobusy a od 90. let také maršrutky.

## Kultura, památky, zajímavosti
Největší přírodní i kulturní památkou je ostrov Chortycja, největší ostrov na Dněpru, se svým členitým terénem a pozůstatky několika kultur, které zde žily. Od r. 1993 je chráněn jako přírodní památka. Kromě vzácné flóry a mnoha archeologických nalezišť je zde především Muzeum záporožského kozáctva, které schraňuje mnoho artefaktů souvisejících se Záporožskou Sičí, Maksymem Zalizňakem, Bohdanem Chmelnyckým, ale i s Kyjevskou Rusí či Skythy nebo také s II. světovou válkou. Roku 1929 bylo založeno hudební a dramatické divadlo V. G. Magara (v současnosti pod názvem Запорізький академічний обласний український музикально-драматичний театр імені В. Г. Магара).
Hlavní tepnou Záporoží je Sobornyj prospekt, který je se svými 11 km jednou z nejdelších ulic v Evropě; vede od hlavního nádraží (Zaporižžja-1) k DněproGESu a slouží také trolejbusové a tramvajové dopravě. V architektuře města převládá socialistický realismus. V budově rekonstruovaného hlavního nádraží byl kdysi vystaven Repinův obraz „Záporožští kozáci“. Mezi tímto nádražím a břehem Dněpru je od roku 1972 v provozu také dětská železnice o délce 8,6 km.

## Osobnosti
- Aleksandr Naumowyč Cfasman (1906–1971), jazzový hudebník, skladatel filmové hudby
- Viktorija Sťopinová (* 1976), bývalá ukrajinská atletka, výškařka, bronzová olympijská medailistka z LOH 2004
- Viktoria Roščynová (1996–2024), ukrajinská novinářka

## Partnerská města
- Ašdod, Izrael (2011)
- Belfort, Francie (1967)
- Birmingham, Spojené království (1973)
- I-čchang, Čína (1997)
- Lahti, Finsko (1953)
- Linec, Rakousko (1983)
- Magdeburk, Německo (2008)
- Novokuzněck, Rusko
- Oberhausen, Německo (1986)